# أليخاندرو باين
أليخاندرو باين (بالإنجليزية: Alex Bain)‏ هو لاعب كرة قدم بريطاني، ولد في 22 يناير 1936 في إدنبرة في المملكة المتحدة، وتوفي في 2014 في حي كامدين في لندن في المملكة المتحدة. لعب مع نادي بورنموث ونادي تشيسترفيلد ونادي فالكيرك ونادي ماذرويل وهدرسفيلد تاون.